# Pterygoplichthys anisitsi
Pterygoplichthys anisitsi är en fiskart som beskrevs av Eigenmann och Kennedy, 1903. Pterygoplichthys anisitsi ingår i släktet Pterygoplichthys och familjen Loricariidae. Inga underarter finns listade i Catalogue of Life.